# Rue Henri-Menu
La rue Henri-Menu est une voie de la commune de Reims, située au sein du département de la Marne, en région Grand Est.

## Situation et accès
La rue Henri-Menu appartient administrativement au quartier centre-ville de Reims et fait partie des rues qui entourent le musée et qui sépare celui-ci de l'école de désigne.
La voie est piétonne sur la moitié de sa longueur.

## Origine du nom
Elle rend hommage à Henri Menu (1842-1910), bibliophile, bibliothécaire, libraire, qui légua une importante masse de documentation à la bibliothèque de sa ville.

## Historique
Elle porte sa dénomination actuelle depuis 1924.

## Bâtiments remarquables et lieux de mémoire
- Musée des beaux-arts de Reims qui fait objet d’une inscription au titre des monuments historiques [1].